# Veľké Kostoľany
Veľké Kostoľany je naseljeno mjesto u okrugu Piešťany u Trnavskom kraju u Slovačkoj.

## Stanovništvo
| Godina:     | 1993. | 2003.   | 2013.   | 2023.   |
| ----------- | ----- | ------- | ------- | ------- |
| Broj ljudi: | 2484  | 2642    | 2757    | 2808    |
| Razlika:    |       | +6,36 % | +4,35 % | +1,84 % |

| Godina:     | 2022. | 2023.   |
| ----------- | ----- | ------- |
| Broj ljudi: | 2792  | 2808    |
| Razlika:    |       | +0,57 % |

Prema podacima o broju stanovnika iz 2023. godine naselje je imalo 2808 stanovnika.

## Vanjske poveznice
|  | Zajednički poslužitelj ima još gradiva o temi Veľké Kostoľany |

- Službena stranica naselja (sl.)